# Вилер (Орегон)
Вилер (енгл. Wheeler) град је у америчкој савезној држави Орегон.

## Демографија
По попису из 2010. године број становника је 414, што је 23 (5,9%) становника више него 2000. године.
| Група             | 2000.       | 2010.       |
| Белци             | 360 (92,1%) | 391 (94,4%) |
| Афроамериканци    | 0 (0,0%)    | 0 (0,0%)    |
| Азијати           | 7 (1,8%)    | 2 (0,5%)    |
| Хиспаноамериканци | 11 (2,8%)   | 14 (3,4%)   |
| Укупно            | 391         | 414         |